# Nordische Junioren-Skiweltmeisterschaften 1984
Die 7. Nordischen Junioren-Skiweltmeisterschaften 1984 fanden vom 3. bis zum 5. Februar 1984 in Trondheim statt. Sie wurden erstmals in Norwegen ausgetragen.
Erfolgreichste Nation der Titelkämpfe war Norwegen mit zwei Gold- und drei Silbermedaillen vor der Sowjetunion mit je zwei Gold- und Silber- und drei Bronzemedaillen und der DDR mit zwei Goldmedaillen und je einer Silber- und Bronzemedaille.

## Skilanglauf Junioren

### 15 km
| Platz | Sportler              | Land                            | Zeit (min) |
| ----- | --------------------- | ------------------------------- | ---------- |
| 1     | Holger Bauroth        | Deutsche Demokratische Republik | 42:13,5    |
| 2     | Wladimir Smirnow      | Sowjetunion                     | 42:15,0    |
| 3     | Oleksandr Uschkalenko | Sowjetunion                     | 42:46,7    |
| 4     | Uwe Leipold           | Deutsche Demokratische Republik | 42:51,5    |
| 5     | Gennadi Lasutin       | Sowjetunion                     | 42:57,4    |
| 6     | Alexei Prokurorow     | Sowjetunion                     | 43:05,7    |
| 7     | Torgeir Bjørn         | Norwegen                        | 43:15,0    |
| 8     | Václav Korunka        | Tschechoslowakei                | 43:20,6    |
| 9     | Christer Majbäck      | Schweden                        | 43:22,9    |
| 10    | Jeremias Wigger       | Schweiz                         | 43:25,2    |
|       |                       |                                 |            |
| 12    | Jürg Capol            | Schweiz                         | 43:43,1    |
| 16    | Alois Schwarz         | Österreich                      | 44:00,2    |
| 17    | Walter Kuß            | BR Deutschland                  | 44:02,1    |
| 18    | Jens Lautner          | Deutsche Demokratische Republik | 44:05,1    |
| 25    | Volkmar Hirsch        | BR Deutschland                  | 44:28,6    |
| 26    | Uwe Spörl             | Deutsche Demokratische Republik | 44:39,8    |
| 28    | Hanspeter Furger      | Schweiz                         | 44:43,9    |
| 30    | André Blatter         | Österreich                      | 44:47,0    |
| 31    | Günther Fersterer     | Österreich                      | 44:52,4    |
| 33    | Markus Gandler        | Österreich                      | 44:54,4    |
| 37    | Christian Marchon     | Schweiz                         | 44:58,4    |
| 47    | Herbert Bauer         | BR Deutschland                  | 45:46,2    |
| 48    | Thomas Keller         | BR Deutschland                  | 45:46,9    |
| 54    | Konstantin Ritter     | Liechtenstein                   | 46:33,4    |

Datum: 3. Februar 1985
Es waren 66 Läufer am Start.

### 3 × 10 km Staffel
| Platz | Sportler                                               | Land                            | Zeit (std) |
| ----- | ------------------------------------------------------ | ------------------------------- | ---------- |
| 1     | Gennadi Lasutin Oleksandr Uschkalenko Wladimir Smirnow | Sowjetunion                     | 1:33:40,3  |
| 2     | Uwe Leipold Jens Lautner Holger Bauroth                | Deutsche Demokratische Republik | 1:35:29,3  |
| 3     | Hanspeter Furger Jeremias Wigger Jürg Capol            | Schweiz                         | 1:36:23,4  |
| 4     | Daniel Layat Patrick Rémy Francois Tinguely            | Frankreich                      | 1:36:26,8  |
| 5     | Mikael Isaksson Per Ola Andersson Christer Majbäck     | Schweden                        | 1:36:54,1  |
| 6     | Stefan Lichon Otakar Benes Václav Korunka              | Tschechoslowakei                | 1:38:03,7  |
| 7     | Joe Galanes Mark Herman George Welk                    | Vereinigte Staaten              | 1:38:43,1  |
| 8     | Volkmar Hirsch Walter Kuß Thomas Keller                | BR Deutschland                  | 1:39:06,6  |
| 9     | Wayne Dustin Frank Ferrari Al Pilcher                  | Kanada                          | 1:39:14,6  |
| 10    | Torgeir Bjørn Hans Martin Sjulstad Per-Kåre Jakobsen   | Norwegen                        | 1:39:14,6  |
| 14    | André Blatter Günther Fersterer Alois Schwarz          | Österreich                      | 1:43:37,1  |

Datum: 5. Februar 1984
Es waren 18 Teams am Start.

## Skilanglauf Juniorinnen

### 10 km
| Platz | Sportler                     | Land                            | Zeit (min) |
| ----- | ---------------------------- | ------------------------------- | ---------- |
| 1     | Anfissa Romanowa             | Sowjetunion                     | 32:48,5    |
| 2     | Hilde Gjermundshaug Pedersen | Norwegen                        | 33:13,5    |
| 3     | Tamara Tichonowa             | Sowjetunion                     | 33:13,9    |
| 4     | Swetlana Nikitina            | Sowjetunion                     | 33:18,8    |
| 5     | Erja Kuivalainen             | Finnland                        | 33:35,1    |
| 6     | Marit Elveos                 | Norwegen                        | 33:37,8    |
| 7     | Marjo Matikainen             | Finnland                        | 33:41,0    |
| 8     | Larissa Ptizina              | Sowjetunion                     | 33:46,2    |
| 9     | Elke Rombach                 | BR Deutschland                  | 33:57,7    |
| 10    | Antje Misersky               | Deutsche Demokratische Republik | 33:58,0    |
| 14    | Sylke Meyer                  | Deutsche Demokratische Republik | 34:17,1    |
| 15    | Manuela Drescher             | Deutsche Demokratische Republik | 34:20,4    |
| 17    | Gerlinde Wilke               | BR Deutschland                  | 34:33,5    |
| 25    | Martina Schönbächler         | Schweiz                         | 34:54,6    |
| 28    | Katrin Stolle                | Deutsche Demokratische Republik | 35:05,1    |
| 30    | Cornelia Sulzer              | Österreich                      | 35:14,1    |
| 31    | Marianne Irniger             | Schweiz                         | 35:18,6    |
| 33    | Annelies Lengacher           | Schweiz                         | 35:27,0    |
| 34    | Edda Baumgarten              | BR Deutschland                  | 35:41,2    |
| 35    | Sabine Kademann              | BR Deutschland                  | 36:02,3    |
| 45    | Margrit Ruhstaller           | Schweiz                         | 36:48,4    |
| 46    | Margot Kober                 | Österreich                      | 36:50,8    |

Datum: 3. Februar 1984
Es waren 49 Läuferinnen am Start.

### 3 × 5 km Staffel
| Platz | Sportler                                                    | Land                            | Zeit (min) |
| ----- | ----------------------------------------------------------- | ------------------------------- | ---------- |
| 1     | Marit Elveos Bente Meisingseth Hilde Gjermundshaug Pedersen | Norwegen                        | 52:27,8    |
| 2     | Swetlana Nikitina Tamara Tichonowa Anfissa Romanowa         | Sowjetunion                     | 52:30,0    |
| 3     | Manuela Drescher Sylke Meyer Antje Misersky                 | Deutsche Demokratische Republik | 53:16,3    |
| 4     | Marie-Helene Westin Anna-Lena Fritzon Annika Dahlman        | Schweden                        | 53:55,3    |
| 5     | Erja Kuivalainen Jaana Savolainen Marjo Matikainen          | Finnland                        | 54:21,4    |
| 6     | Klara Angerer Gabriella Carrel Paola Pozzoni                | Italien                         | 54:44,0    |
| 7     | Elke Rombach Edda Baumgarten Gerlinde Wilke                 | BR Deutschland                  | 55:25,7    |
| 8     | Kristen Petty Lilly Shuell Mara Rabinowitz                  | Vereinigte Staaten              | 55:58,6    |
| 9     | Petra Simunikova Jirina Nedomlelova Anna Janoušková         | Tschechoslowakei                | 56:31,2    |
| 10    | Marianne Irniger Annelies Lengacher Martina Schönbächler    | Schweiz                         | 58:26,4    |

Datum: 5. Februar 1984
Es waren 11 Teams am Start.

## Nordische Kombination Junioren

### Einzel (Normalschanze K 90/15 km)
| Platz | Sportler            | Land                            | Punkte  |
| ----- | ------------------- | ------------------------------- | ------- |
| 1     | Geir Andersen       | Norwegen                        | 424,400 |
| 2     | John Riiber         | Norwegen                        | 409,700 |
| 3     | Klaus Sulzenbacher  | Österreich                      | 403,860 |
| 4     | Thomas Fleig        | BR Deutschland                  | 400,860 |
| 5     | František Repka     | Tschechoslowakei                | 398,260 |
| 6     | Trond Arne Bredesen | Norwegen                        | 397,320 |
| 7     | Tomáš Ploc          | Tschechoslowakei                | 395,900 |
| 8     | Fidel Terentjew     | Sowjetunion                     | 394,960 |
| 9     | Joe Holland         | Vereinigte Staaten              | 394,180 |
| 10    | Tadeusz Bafia       | Polen                           | 393,940 |
| 12    | Josef Heumann       | BR Deutschland                  | 392,360 |
| 13    | Heiko Hunger        | Deutsche Demokratische Republik | 390,840 |
| 15    | Silvio Memm         | Deutsche Demokratische Republik | 387,640 |
| 34    | Andreas Schaad      | Schweiz                         | 346,160 |
| 36    | Stefan Späni        | Schweiz                         | 338,080 |

Datum: 3. Februar 1984

### Mannschaft (Normalschanze K90/3 × 10 km)
| Platz | Sportler                                      | Land                            | Gesamtpunkte |
| ----- | --------------------------------------------- | ------------------------------- | ------------ |
| 1     | Jens Wagler Heiko Hunger Silvio Memm          | Deutsche Demokratische Republik | 1230,36      |
| 2     | John Riiber Trond Arne Bredesen Geir Andersen | Norwegen                        | 1227,88      |
| 3     | Fidel Terentjew Allar Levandi Sergei Sawjalow | Sowjetunion                     | 1204,92      |
| 4     | Hans-Peter Pohl Josef Heumann Thomas Fleig    | BR Deutschland                  | 1180,82      |
| 5     | Jyri Pelkonen Mauri Kokkonen Timo Raidisto    | Finnland                        | 1179,76      |
| 6     | Günter Csar Klaus Sulzenbacher Werner Schwarz | Österreich                      | 1168,40      |

Datum: 4. Februar 1984

## Skispringen Junioren

### Normalschanze
| Platz | Sportler            | Land                            | Weite 1 | Weite 2 | Punkte |
| ----- | ------------------- | ------------------------------- | ------- | ------- | ------ |
| 1     | Martin Švagerko     | Tschechoslowakei                | 79,0 m  | 79,5 m  | 213,1  |
| 2     | Janez Stirn         | Jugoslawien                     | 76,0 m  | 79,5 m  | 212,8  |
| 3     | Miroslav Polák      | Tschechoslowakei                | 78,0 m  | 76,5 m  | 210,2  |
| 4     | Günther Stranner    | Österreich                      | 78,0 m  | 76,0 m  | 206,4  |
| 5     | Florian Treves      | Frankreich                      | 78,0 m  | 76,0 m  | 205,9  |
| 6     | Tor Majorsäter      | Norwegen                        | 76,0 m  | 74,5 m  | 205,8  |
| 7     | Halvor Persson      | Norwegen                        | 75,5 m  | 75,5 m  | 204,6  |
| 8     | Trond Arne Bredesen | Norwegen                        | 75,0 m  | 77,0 m  | 204,2  |
| 9     | Ingo Lesser         | Deutsche Demokratische Republik | 75,5 m  | 75,5 m  | 204,1  |
| 10    | Juha Lappalainen    | Finnland                        | 77,5 m  | 74,5 m  | 199,2  |
| 12    | Mathias Gratz       | Deutsche Demokratische Republik | 74,5 m  | 74,0 m  | 195,1  |
| 12    | Karsten Wiessner    | Deutsche Demokratische Republik | 75,5 m  | 73,0 m  | 195,1  |
| 14    | Werner Haim         | Österreich                      | 75,0 m  | 72,5 m  | 193,0  |
| 16    | Franz Neuländtner   | Österreich                      | 72,5 m  | 73,0 m  | 186,8  |
| 17    | Harald Rodlauer     | Österreich                      | 72,5 m  | 72,5 m  | 186,5  |
| 17    | Rolf Schilli        | BR Deutschland                  | 73,0 m  | 74,5 m  | 186,5  |
| 19    | Andreas Hiemer      | BR Deutschland                  | 73,0 m  | 74,0 m  | 186,2  |
| 28    | Hubert Mathis       | Schweiz                         | 66,5 m  | 72,0 m  | 173,6  |
| 33    | Thomas Kindlimann   | Schweiz                         | 70,0 m  | 69,0 m  | 170,9  |
| 35    | Jürgen Winterhalder | BR Deutschland                  | 68,5 m  | 68,5 m  | 167,7  |
| 38    | Benz Hauswirth      | Schweiz                         | 68,5 m  | 75,5 m  | 160,9  |
| 50    | Stefan Späni        | Schweiz                         | 65,5 m  | 62,0 m  | 147,5  |

Datum: 4. Februar 1984
Es waren 55 Skispringer am Start.

## Medaillenspiegel
| Platz | Land                            | Gold | Silber | Bronze | Gesamt |
| ----- | ------------------------------- | ---- | ------ | ------ | ------ |
| 1     | Norwegen                        | 2    | 3      | 0      | 5      |
| 2     | Sowjetunion                     | 2    | 2      | 3      | 7      |
| 3     | Deutsche Demokratische Republik | 2    | 1      | 1      | 4      |
| 4     | Tschechoslowakei                | 1    | 0      | 1      | 2      |
| 5     | Jugoslawien                     | 0    | 1      | 0      | 1      |
| 6     | Österreich                      | 0    | 0      | 1      | 1      |
| 6     | Schweiz                         | 0    | 0      | 1      | 1      |